# Gäddtjärnen (Torps socken, Medelpad, 692181-152570)
Gäddtjärnen är en sjö i Ånge kommun i Medelpad och ingår i Ljungans huvudavrinningsområde. Sjön har en area på 0,117 kvadratkilometer och ligger 243,5 meter över havet. Sjön avvattnas av vattendraget Gäddtjärnbäcken.

## Delavrinningsområde
Gäddtjärnen ingår i det delavrinningsområde (692210-152606) som SMHI kallar för Utloppet av Gäddtjärnen. Medelhöjden är 263 meter över havet och ytan är 0,7 kvadratkilometer. Det finns inga avrinningsområden uppströms utan avrinningsområdet är högsta punkten. Gäddtjärnbäcken som avvattnar avrinningsområdet har biflödesordning 3, vilket innebär att vattnet flödar genom totalt 3 vattendrag innan det når havet efter 94 kilometer. Avrinningsområdet består mestadels av skog (83 procent). Avrinningsområdet har 0,12 kvadratkilometer vattenytor vilket ger det en sjöprocent på 16,8 procent.